# N67 (België)
De N67 is een gewestweg die de Belgische steden Welkenraedt en Eupen met het Duitse Monschau verbindt.
De N67 begint ten noorden van Welkenraedt bij de N3. De weg loopt in zuidoostelijke richting door Welkenraedt, kruist de E40 en gaat dan in dezelfde richting voort naar Eupen. Hier vormt de weg dus de ontsluitingsroute van zowel Welkenraedt als Eupen naar de E40. In Eupen is de N67 een van de belangrijkste doorgaande routes.
Na Eupen loopt de N67 dwars door de bossen van de Hoge Venen. Op het Huis Ternell na, is er hier vrijwel geen bebouwing langs de weg. Tot de Duitse grens stijgt de weg vrijwel continu. Na de Duitse grens, waar de weg het nummer L 214 heeft in de Duitse deelstaat Noordrijn-Westfalen, zijn er flinke afdalingen.

## Een gevaarlijke weg
De route naar de Duitse grens is zo'n twintig kilometer en omdat de weg kaarsrecht is en geen snelheidsbeperkende maatregelen kent, is de weg berucht vanwege de vele hardrijders.
De hoge snelheden van auto's en motorrijders leveren gevaar op voor voetgangers, fietsers en dieren. Fietspaden ontbreken er.
Door de slechte staat van de asfalt is deze weg bij motorrijders ook wel bekend als 'the highway to hell'.

## N67a
| 50° 37′ 9″ NB, 6° 03′ 45″ OL |

De N67a is een aftakking van de N67 nabij Eupen. De 3,5 kilometer lange route gaat over de Langesthal naar het Meer van Eupen en de Vesderstuwdam.

## N67b
| 50° 37′ 52″ NB, 6° 01′ 53″ OL |

De N67b is een aftakking van de N67 in Eupen. De 200 lange route gaat over de Klosterstraße en is ingericht als eenrichtingsverkeersweg.